# Герман II (граф Целе)
Герман II Цельский (словен. Herman II. Celjski; нем. Hermann Graf von Cilli, Ortenburg und Seger; ок. 1365 — 13 октября 1435) — граф Ортенбург (1418—1435), граф Цельский (1385—1435), бан Хорватии, Славонии и Далмации (1406—1408), бан Славонии (1423—1435). Штирийский дворянин и магнат, наиболее известным как верный сторонник и тесть венгерского короля и императора Священной Римской империи Сигизмунда Люксембургского. Верность Германа Сигизмунду обеспечила ему щедрые земельные наделы и привилегии, которые привели его к тому, что он стал крупнейшим землевладельцем в Славонии. Он служил губернатором Краины и дважды баном объединенных провинций Славонии, Хорватии и Далмации, и был признан договором в 1427 году как предполагаемый наследник боснийской короны. Восхождение дома Целе к власти достигло кульминации в достижении достоинства князя Священной Римской Империи. На пике своей власти он контролировал две трети земель в Краине, большую часть Нижней Штирии и осуществлял власть над всей средневековой Хорватией. Герман Цельский был самым важным представителем рода графов Целе, приведя семью из чисто местного значения в центр среднеевропейской политики.

## Семья
Герман II был младшим сыном графа Германа I Целе и его жены Екатерины Боснийской. Дом Целе являлся штирийским вассалом габсбургских герцогов Штирии и Каринтии с поместьями вдоль реки Савиня, в современной Словении, а также в большей части Краины и части Каринтии. Мать Германа была членом династии Котроманичей, дочерью бана Стефана II Боснийского и, таким образом, двоюродной сестрой первого боснийского короля Твртко I. Его старший брат Ганс (ок. 1363—1372) умер раньше своего отца, и Герман стал единственным наследником его отца после его смерти 21 марта 1385 года. Смерть его двоюродного брата Вильгельма Цельского, не имевшего сыновей, 19 сентября 1392 года, сделала его единственным владельцем семейных титулов и поместий.
Герман II женился на Анне, дочери графа Генриха Шаунбергского и Урсулы Горицкой, примерно в 1377 году. У них было шестеро детей:
- Фридрих II (1379—1454), преемник отца
- Герман III (1380—1426), 1-я жена — Элизабет фон Абенсберг (1377 — ок. 1423), вдова графа Ульриха II фон Шаунберга (? — 1398), дочь Иоганна II фон Абенсберг (? −1397); 2-я жена с 1424 года принцесса Беатрикс Баварская (1403—1447), дочь герцога Эрнста Баварского (1373—1438) и Элизабет Висконти (1374—1432)
- Элизабет (1382—1426), 1-й муж с 1400 года граф Генрих VI Горицкий (1376—1454),
- Анна (ок. 1384 — ок. 1439), муж с 1405 года Миклош Гараи (ок. 1367—1433), палатин Венгрии
- Людвиг (1387—1417), он был отдан на усыновление своему бездетному дяде Фридриху Ортенбургскому, умер в 1417 году без потомства[5]
- Барбара (1392—1451), муж с 1405 года Сигизмунд Люксембургский (1368—1437), король Венгрии, император Священной Римской империи и король Чехии.

У графа Германа II Цельского также был его незаконнорожденный сын Герман (1383—1421), позднее узаконенный папой римским и установленный как епископ Фрайзинга (1418—1421).
Для своего законного потомства граф Герман Цельский устроил престижные браки, но у него возникли серьезные проблемы с первенцем. Фридрих был женат на Елизавете Франкопан, пока она не была убита в 1422 году. Сам Фридрих, вероятно, был виновником в её гибели. Он быстро женился во второй раз на своей любовнице Веронике из Десенице, но Герман II отказался взять в невестки малолетнюю дворянку. Он обвинил ее в колдовстве и приказал утопить в 1425 году. Мятеж Фридриха против Германа II закончилось его пленением Frederick’s rebellion against Hermann ended with Frederick’s imprisonment..

## Возвышение графа Целе

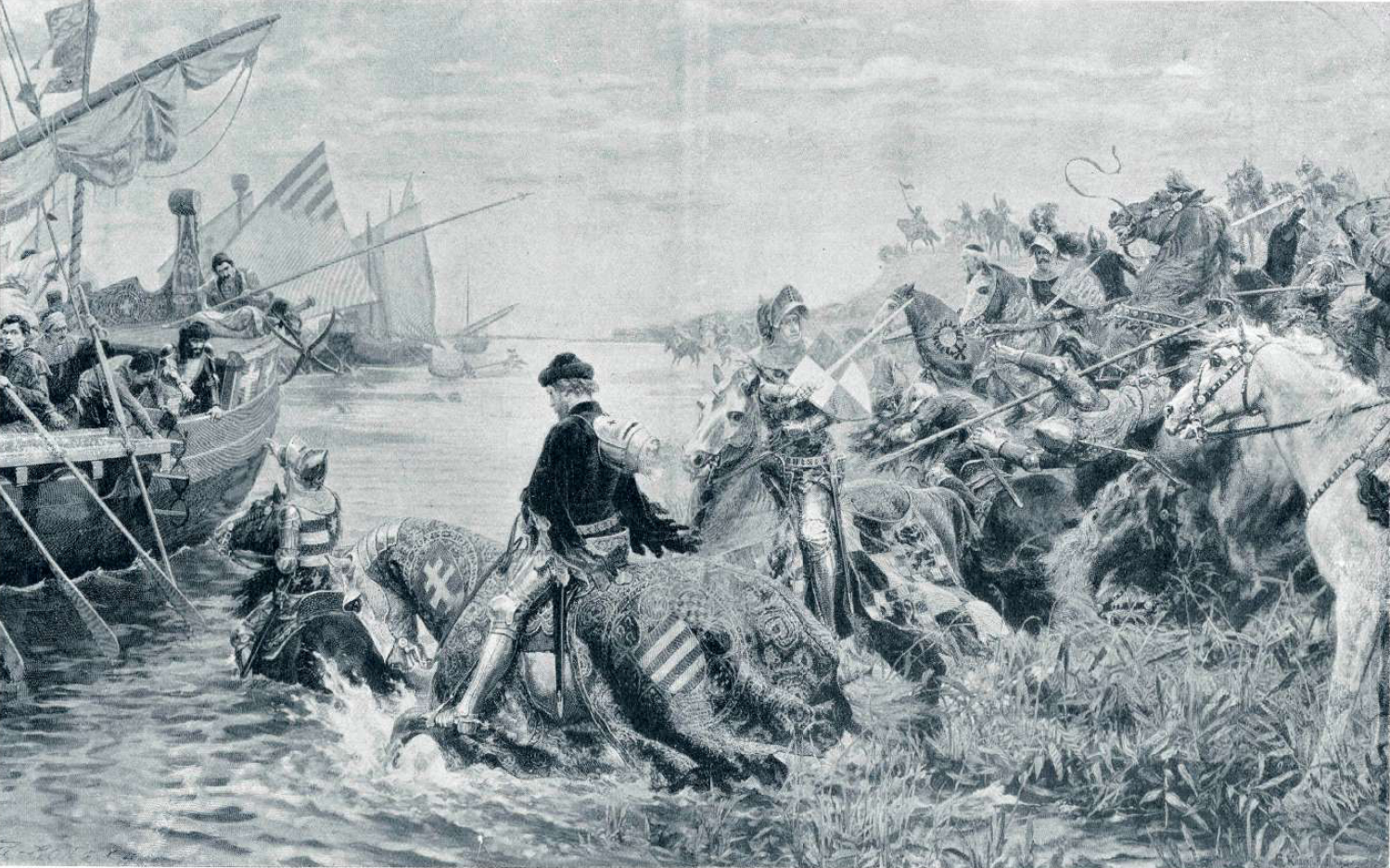
Граф Герман II Цельский (всадник слева) спасает венгерского короля Сигизмунда от захвата турками, художник — Герман Кнакфус

В 1396 году граф Герман II Цельский, находился в составе армии венгерского короля Сигизмунда Люксембурга в битве при Никополе против армии Баязида I, османского султана. Крестоносцы потерпели сокрушительное поражение от турок-османов. Граф Цилли спас королю Венгрии Сигизмунду жизнь во время битвы. Они вдвоем спаслись на рыбацкой лодке и вместе совершили долгое путешествие обратно в Венгрию. За это в благодарность он получил от Сигизмунда Люксембургского и город Вараждин (1397) и графство Сегер (Сагор, Загорьен, Загорье) (1399), вдоль границы королевства Хорватии и Священной Римской империи. Эти пожалования были наследственными и сделали графов Цельских самыми крупными землевладельцами в Славонии. С тех пор графы Цельские называли себя «графами Целе и Загорья».
В 1406 году граф Герман II Цельский основал крупный картезианский монастырь.
Верность Германа Цельского сохранялась и во время гражданской войны в Венгрии, когда на хорватское и венгерское королевства Сигизмунда претендовал неаполитанский король Владислав Дураццо при поддержке мятежных вассалов Сигизмунда. Мятежникам удалось захватить и заключить в тюрьму Сигизмунда в 1401 году. Герман Цельский и палатин Венгрии Миклош II Гараи добились его освобождения позже в том же году, после того, как Герман Цельский угрожал вторгнуться в Венгрию. Затем отношения между этими двумя мужчинами стали еще более тесными. Сигизмунд Люксембургский обещал убрать иностранцев, таких как граф Герман Цельский, с государственных должностей после освобождения, но никогда не выполнял этого обещания.
В 1405 году младшая дочь графа Германа II Цельского, Барбара Цилли, вышла замуж за Сигизмунда Люксембургского, короля Венгрии, позднее ставшего королём Богемии и императором Священной Римской империи. Сын Германа Фредерик II, граф Целе развёлся со своей первой женой Элизабетой Франкопан и женился на Веронике Десенич, что вызвало гнев у Германа. Он предал Веронику суду, и она была казнена как ведьма.
После женитьбы Сигизмунда Люксембургского на Барбаре первый даровал своему тестю обширные земли в Славонии. Анна Цельская, еще одна дочь Германа, была замужем за палатином Венгрии Миклошем II Гараи, связывая три семьи родственными узами. В 1406 году Сигизмунд назначил Германа баном Хорватии, Далмации и Славонии. Он занимал эти должности с 1406 по 1408 год и снова с 1423 по 1435 год, пользуясь самоотверженной поддержкой Эберхарда, немецкого епископа Загреба. Все это сделало дом Целе самым могущественным семейством в Королевстве Хорватия . Герман Цельский был одним из основателей элитного Ордена Дракона Сигизмунда Люксембургского, основанного в 1408 году . Из соображений экономии, а не религиозного фанатизма, Герман изгнал всех евреев из своих владений.
Когда граф Фридрих III Ортенбургский, последний из его рода, скончался в 1418 году, его владения были унаследованы Германом Цельским. С тех пор он контролировал три четверти территории Каринтии. Это облегчило ему достижение определенного самостоятельного имперского статуса, давней цели его семьи. Брак его сына Людвига и дочери герцога Эрнеста Баварского Беатрикс обеспечил Герману мощного союзника против его габсбургских сюзеренов. Его цель была окончательно достигнута в 1423 году, когда герцог Штирии и Каринтии Эрнест отказался от своего феодального господства над графами Целе. Это была награда от Сигизмунда, также короля Германии начиная с 1411 года, за успешные переговоры Германа с недовольными хорватскими дворянами. Он получил право чеканки монет, а также право собирать пошлины и доходы от различных шахт. Теперь, имея прямые юридические отношения с короной, Герман Цельский был свободен сосредоточиться на новой цели: стать князем Священной Римской Империи. Он был близок к успеху и в этом начинании в 1430 году, но проект хартии, дарующей ему эту честь, по-видимому, никогда не публиковался, возможно, из-за возражений Габсбургов.

## Претензии на боснийскую корону
В 1426 году Королевство Босния находилось под постоянной угрозой османских набегов. Ее король, Твртко II (1420—1443), отчаянно пытался получить венгерскую защиту. Король Венгрии Сигизмунд Люксембургский согласился, но при одном условии: бездетный Твртко должен был признать Германа Цельского, своего троюродного брата и тестя Сигизмунда, своим предполагаемым наследником. Боснийская знать была возмущена этим требованием. Вступление Германа Цельского на престол означало бы усиление влияния Венгрии на Боснию, чему они были полны решимости помешать. Кроме того, они привыкли контролировать королевскую преемственность и считали это своим правом избирать королей. Они также опасались, что Герман II, чьи владения охватывали Боснию, поможет Твртко ограничить их власть и привилегии. Тем не менее план был осуществлен: 2 сентября 1427 года был подписан договор, предусматривающий вступление Германа на боснийский престол в случае смерти Твртко без мужского потомства. Однако Герман II не пережил Твртко, умерев в Прессбурге (Братислава).

## Смерть и последствия

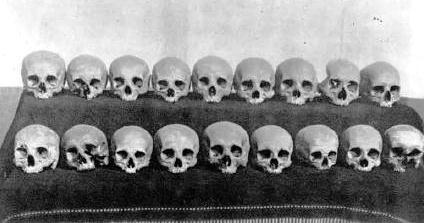
Черепа графов Цельских

Граф Герман II Цельский скончался в Прессбурге (Братислава) 13 октября 1435 года. Твртко II действительно умер бездетным, но лишь восемь лет спустя, и Герман таким образом так и не стал королем Боснии. Так уж получилось, что боснийская корона вообще не перешла к дому Целе. Герман был похоронен в монастыре Плетерье, который он основал в 1403 году как последний картезианский монастырь в словенских землях. Целе были признаны князьями Священной Римской Империи через год после его смерти, хотя есть ложные свидетельства того, что это могло произойти незадолго до смерти Германа, 27 сентября 1435 года. После смерти Германа все родовые титулы безраздельно перешли к его первенцу и единственному сыну, который пережил его, 56-летнему Фридриху II.
Самый выдающийся среди графов Целе, Герман унаследовал главенство семьи чисто местного значения и в конечном итоге превратил его в одну из самых известных дворянских семей Центральной Европы. Усилия Германа помочь Сигизмунду Люксембургскому укрепить королевскую власть и централизовать государство принесли ему плохую репутацию в старой венгерской историографии, которая сама обычно симпатизировала венгерской знати. Его изображали как эгоистичного манипулятора слабого короля.

## Семейное древо
|                    |                    |                    |                    | Ульрих фон Саннек  | Ульрих фон Саннек  | Ульрих фон Саннек  | Ульрих фон Саннек  | Ульрих фон Саннек   | Ульрих фон Саннек   |                     |                     |                     |                     |                    |                    |                      |                      |                      |                      | Стефан I Боснийский  | Стефан I Боснийский  | Стефан I Боснийский | Стефан I Боснийский | Стефан I Боснийский      | Стефан I Боснийский      |                          |                          |                          |                          |  |  |  |  |  |  |  |  |  |  |  |  |  |  |  |  |  |  |
|                    |                    |                    |                    | Ульрих фон Саннек  | Ульрих фон Саннек  | Ульрих фон Саннек  | Ульрих фон Саннек  | Ульрих фон Саннек   | Ульрих фон Саннек   |                     |                     |                     |                     |                    |                    |                      |                      |                      |                      | Стефан I Боснийский  | Стефан I Боснийский  | Стефан I Боснийский | Стефан I Боснийский | Стефан I Боснийский      | Стефан I Боснийский      |                          |                          |                          |                          |  |  |  |  |  |  |  |  |  |  |  |  |  |  |  |  |  |  |
|                    |                    |                    |                    |                    |                    |                    |                    |                     |                     |                     |                     |                     |                     |                    |                    |                      |                      |                      |                      |                      |                      |                     |                     |                          |                          |                          |                          |                          |                          |  |  |  |  |  |  |  |  |  |  |  |  |  |  |  |  |  |  |
|                    |                    |                    |                    | Фридрих I Цельский | Фридрих I Цельский | Фридрих I Цельский | Фридрих I Цельский | Фридрих I Цельский  | Фридрих I Цельский  |                     |                     |                     |                     |                    |                    | Стефан II Боснийский | Стефан II Боснийский | Стефан II Боснийский | Стефан II Боснийский | Стефан II Боснийский | Стефан II Боснийский |                     |                     | Владислав Боснийский     | Владислав Боснийский     | Владислав Боснийский     | Владислав Боснийский     | Владислав Боснийский     | Владислав Боснийский     |  |  |  |  |  |  |  |  |  |  |  |  |  |  |  |  |  |  |
|                    |                    |                    |                    | Фридрих I Цельский | Фридрих I Цельский | Фридрих I Цельский | Фридрих I Цельский | Фридрих I Цельский  | Фридрих I Цельский  |                     |                     |                     |                     |                    |                    | Стефан II Боснийский | Стефан II Боснийский | Стефан II Боснийский | Стефан II Боснийский | Стефан II Боснийский | Стефан II Боснийский |                     |                     | Владислав Боснийский     | Владислав Боснийский     | Владислав Боснийский     | Владислав Боснийский     | Владислав Боснийский     | Владислав Боснийский     |  |  |  |  |  |  |  |  |  |  |  |  |  |  |  |  |  |  |
|                    |                    |                    |                    |                    |                    |                    |                    |                     |                     |                     |                     |                     |                     |                    |                    |                      |                      |                      |                      |                      |                      |                     |                     |                          |                          |                          |                          |                          |                          |  |  |  |  |  |  |  |  |  |  |  |  |  |  |  |  |  |  |
| Ульрих I Цельский  | Ульрих I Цельский  | Ульрих I Цельский  | Ульрих I Цельский  | Ульрих I Цельский  | Ульрих I Цельский  |                    |                    | Герман I Цельский   | Герман I Цельский   | Герман I Цельский   | Герман I Цельский   | Герман I Цельский   | Герман I Цельский   |                    |                    | Екатерина Боснийская | Екатерина Боснийская | Екатерина Боснийская | Екатерина Боснийская | Екатерина Боснийская | Екатерина Боснийская |                     |                     | Твртко I                 | Твртко I                 | Твртко I                 | Твртко I                 | Твртко I                 | Твртко I                 |  |  |  |  |  |  |  |  |  |  |  |  |  |  |  |  |  |  |
| Ульрих I Цельский  | Ульрих I Цельский  | Ульрих I Цельский  | Ульрих I Цельский  | Ульрих I Цельский  | Ульрих I Цельский  |                    |                    | Герман I Цельский   | Герман I Цельский   | Герман I Цельский   | Герман I Цельский   | Герман I Цельский   | Герман I Цельский   |                    |                    | Екатерина Боснийская | Екатерина Боснийская | Екатерина Боснийская | Екатерина Боснийская | Екатерина Боснийская | Екатерина Боснийская |                     |                     | Твртко I                 | Твртко I                 | Твртко I                 | Твртко I                 | Твртко I                 | Твртко I                 |  |  |  |  |  |  |  |  |  |  |  |  |  |  |  |  |  |  |
|                    |                    |                    |                    |                    |                    |                    |                    |                     |                     |                     |                     |                     |                     |                    |                    |                      |                      |                      |                      |                      |                      |                     |                     |                          |                          |                          |                          |                          |                          |  |  |  |  |  |  |  |  |  |  |  |  |  |  |  |  |  |  |
| Вильгельм Цельский | Вильгельм Цельский | Вильгельм Цельский | Вильгельм Цельский | Вильгельм Цельский | Вильгельм Цельский |                    |                    |                     |                     |                     |                     | Герман II Цельский  | Герман II Цельский  | Герман II Цельский | Герман II Цельский | Герман II Цельский   | Герман II Цельский   |                      |                      |                      |                      |                     |                     | Твртко II                | Твртко II                | Твртко II                | Твртко II                | Твртко II                | Твртко II                |  |  |  |  |  |  |  |  |  |  |  |  |  |  |  |  |  |  |
| Вильгельм Цельский | Вильгельм Цельский | Вильгельм Цельский | Вильгельм Цельский | Вильгельм Цельский | Вильгельм Цельский |                    |                    |                     |                     |                     |                     | Герман II Цельский  | Герман II Цельский  | Герман II Цельский | Герман II Цельский | Герман II Цельский   | Герман II Цельский   |                      |                      |                      |                      |                     |                     | Твртко II                | Твртко II                | Твртко II                | Твртко II                | Твртко II                | Твртко II                |  |  |  |  |  |  |  |  |  |  |  |  |  |  |  |  |  |  |
|                    |                    |                    |                    |                    |                    |                    |                    |                     |                     |                     |                     |                     |                     |                    |                    |                      |                      |                      |                      |                      |                      |                     |                     |                          |                          |                          |                          |                          |                          |  |  |  |  |  |  |  |  |  |  |  |  |  |  |  |  |  |  |
| Анна Цельская      | Анна Цельская      | Анна Цельская      | Анна Цельская      | Анна Цельская      | Анна Цельская      |                    |                    | Фридрих II Цельский | Фридрих II Цельский | Фридрих II Цельский | Фридрих II Цельский | Фридрих II Цельский | Фридрих II Цельский |                    |                    | Барбара Цилли        | Барбара Цилли        | Барбара Цилли        | Барбара Цилли        | Барбара Цилли        | Барбара Цилли        |                     |                     | Сигизмунд Люксембургский | Сигизмунд Люксембургский | Сигизмунд Люксембургский | Сигизмунд Люксембургский | Сигизмунд Люксембургский | Сигизмунд Люксембургский |  |  |  |  |  |  |  |  |  |  |  |  |  |  |  |  |  |  |
| Анна Цельская      | Анна Цельская      | Анна Цельская      | Анна Цельская      | Анна Цельская      | Анна Цельская      |                    |                    | Фридрих II Цельский | Фридрих II Цельский | Фридрих II Цельский | Фридрих II Цельский | Фридрих II Цельский | Фридрих II Цельский |                    |                    | Барбара Цилли        | Барбара Цилли        | Барбара Цилли        | Барбара Цилли        | Барбара Цилли        | Барбара Цилли        |                     |                     | Сигизмунд Люксембургский | Сигизмунд Люксембургский | Сигизмунд Люксембургский | Сигизмунд Люксембургский | Сигизмунд Люксембургский | Сигизмунд Люксембургский |  |  |  |  |  |  |  |  |  |  |  |  |  |  |  |  |  |  |